# Kostel svatého Mikuláše (Vraclav)
Kostel svatého Mikuláše ve Vraclavi na Orlickoústecku byl postaven v barokním slohu na místě původní kaple v části obce Svatý Mikuláš. Nachází se nad pramenem léčivé vody, díky němuž zde na počátku 18. století došlo k rozkvětu lázní. Patří mezi kulturní památky České republiky.

## Historie
Kaple byla na tomto místě vystavěna již na počátku 17. století a vznikla zde také poustevna. Díky léčivému prameni zde byly v letech 1711–1719 vybudovány lázně s koupelnami. Kapli pak v letech 1724–1730 nahradil barokní kostel. Ve 2. polovině 20. století, kdy již byl areál zchátralý, byl kostel odsvěcen. V letech 1976–1986 proběhla rekonstrukce celého areálu, který se stal se součástí Regionálního muzea ve Vysokém Mýtě. 

## Architektura
Kostel stojí ve svahu na terase s dvouramenným schodištěm. Je to jednolodní barokní stavba se zaoblenými nárožími, čtvercovým presbytářem a vstupní síní s kruchtou. Průčelí je ukončeno štítem sevřeným mezi dvěma nízkými věžemi. Architektem stavby byl italský architekt Carlo Antonio Canevalle. Pod terasou se nachází kaple s pramenem, sklenutá valenou klenbou s lunetami.

## Současnost
Kostel slouží muzeu jako výstavní síň. Jsou zde instalovány sochy od žáka Matyáše Bernarda Brauna, které tvořily křížovou cestu ke klášteru Hora Matky Boží u Králík. Sochy poničené vandaly byly kolem poloviny 20. století z původního místa odstraněny a poté zrekonstruovány.

## Galerie

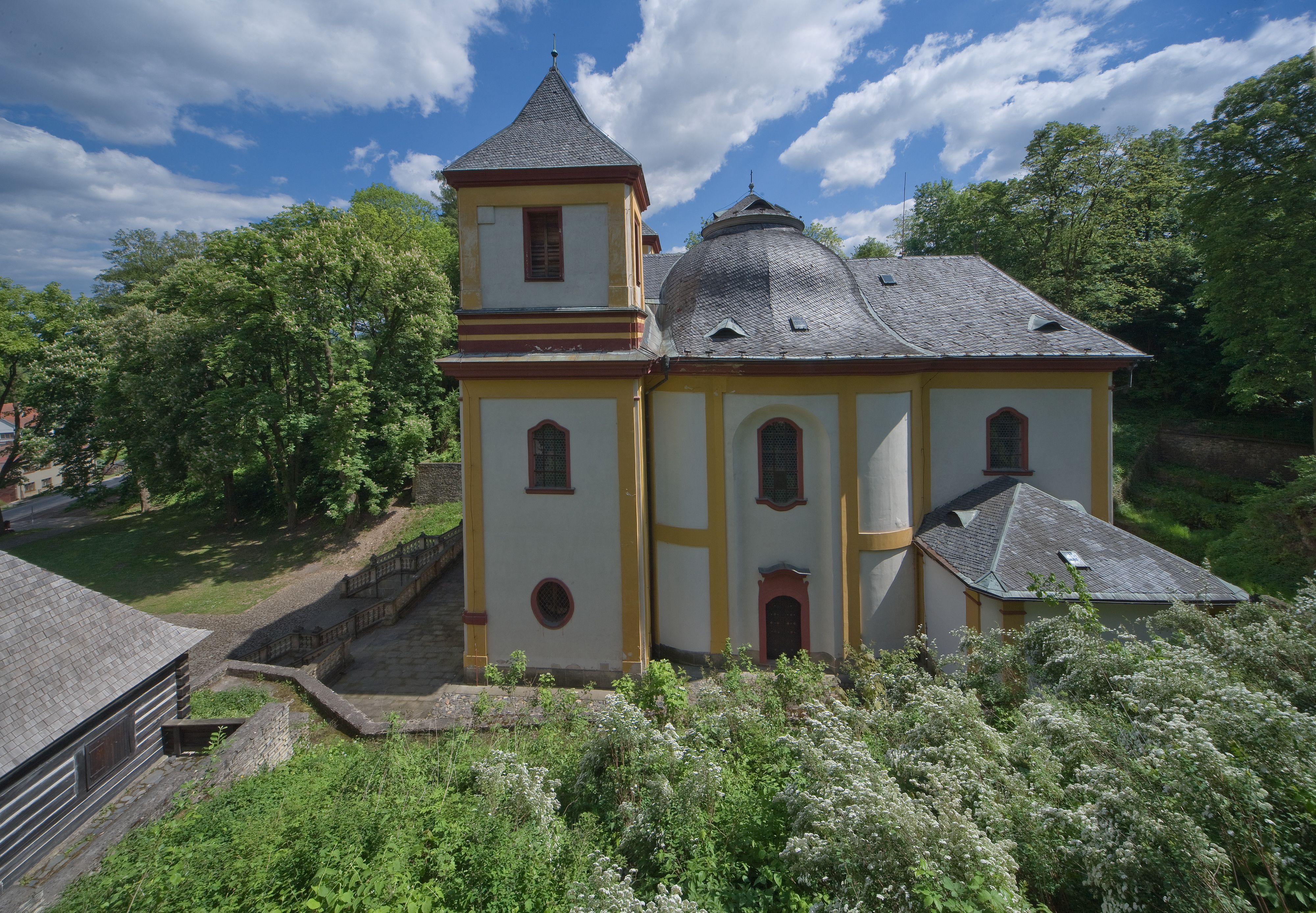
Kostel sv. Mikuláše z boku
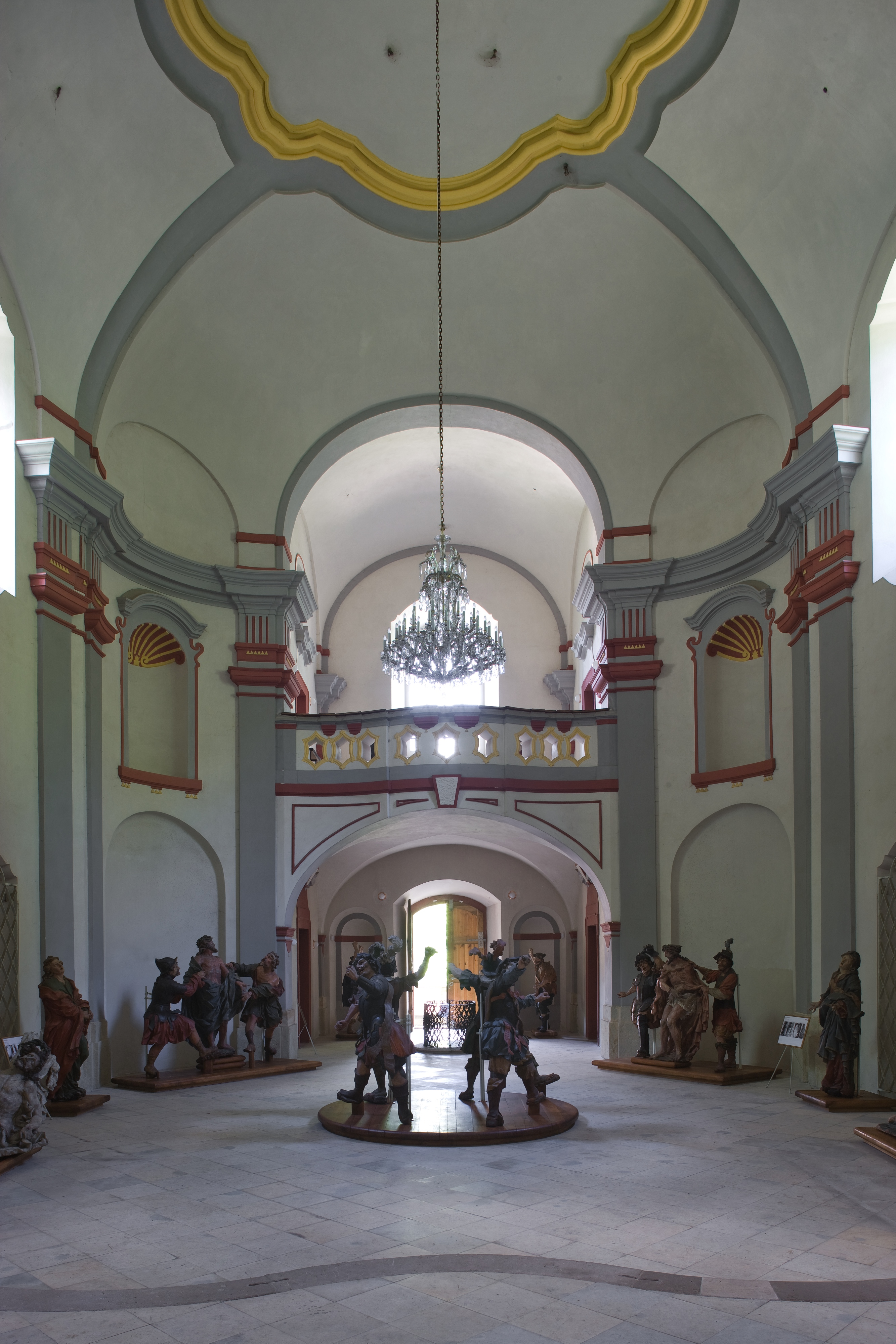
Interiér kostela sv. Mikuláše se sochami
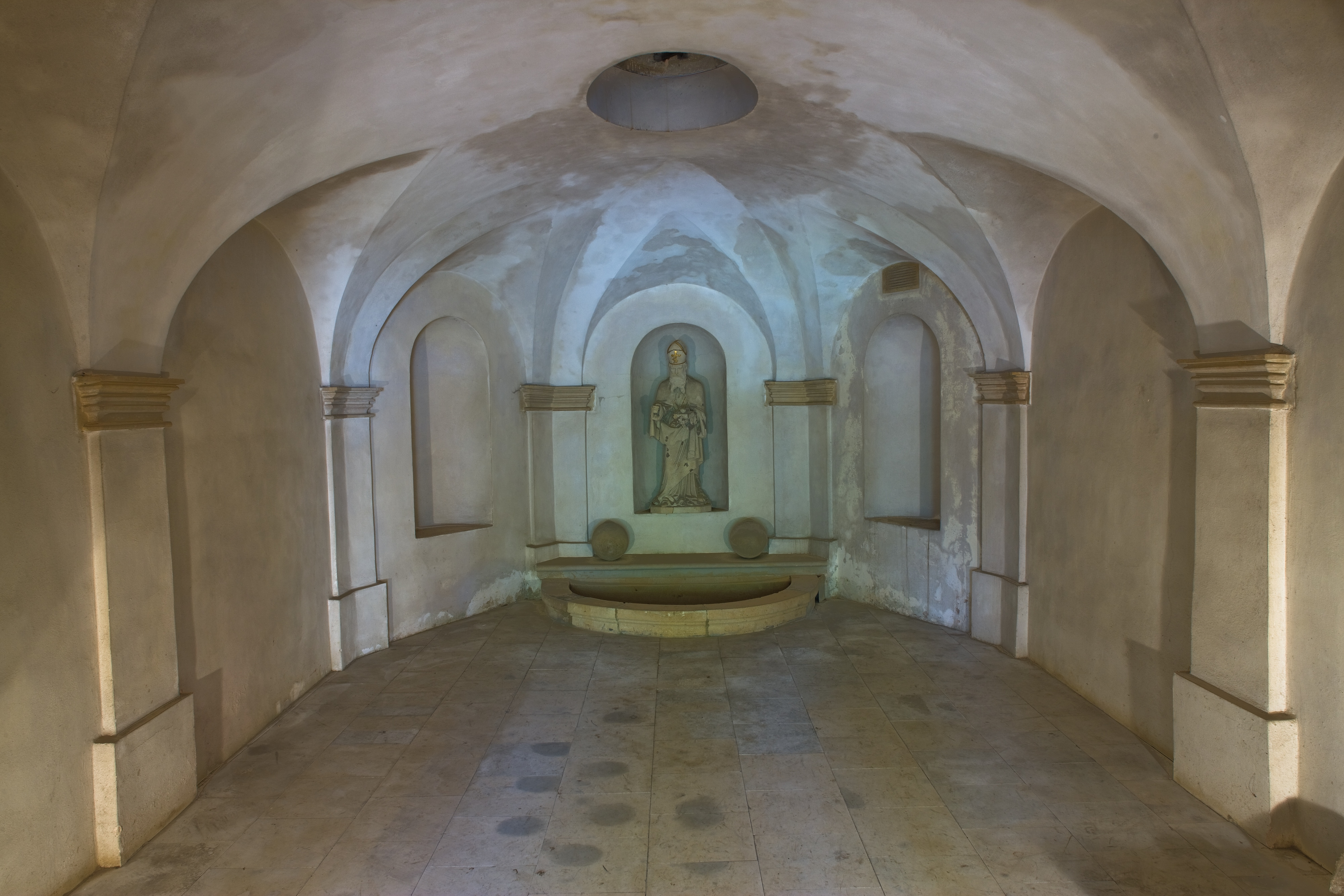
Pramen sv. Mikuláše pod kostelem
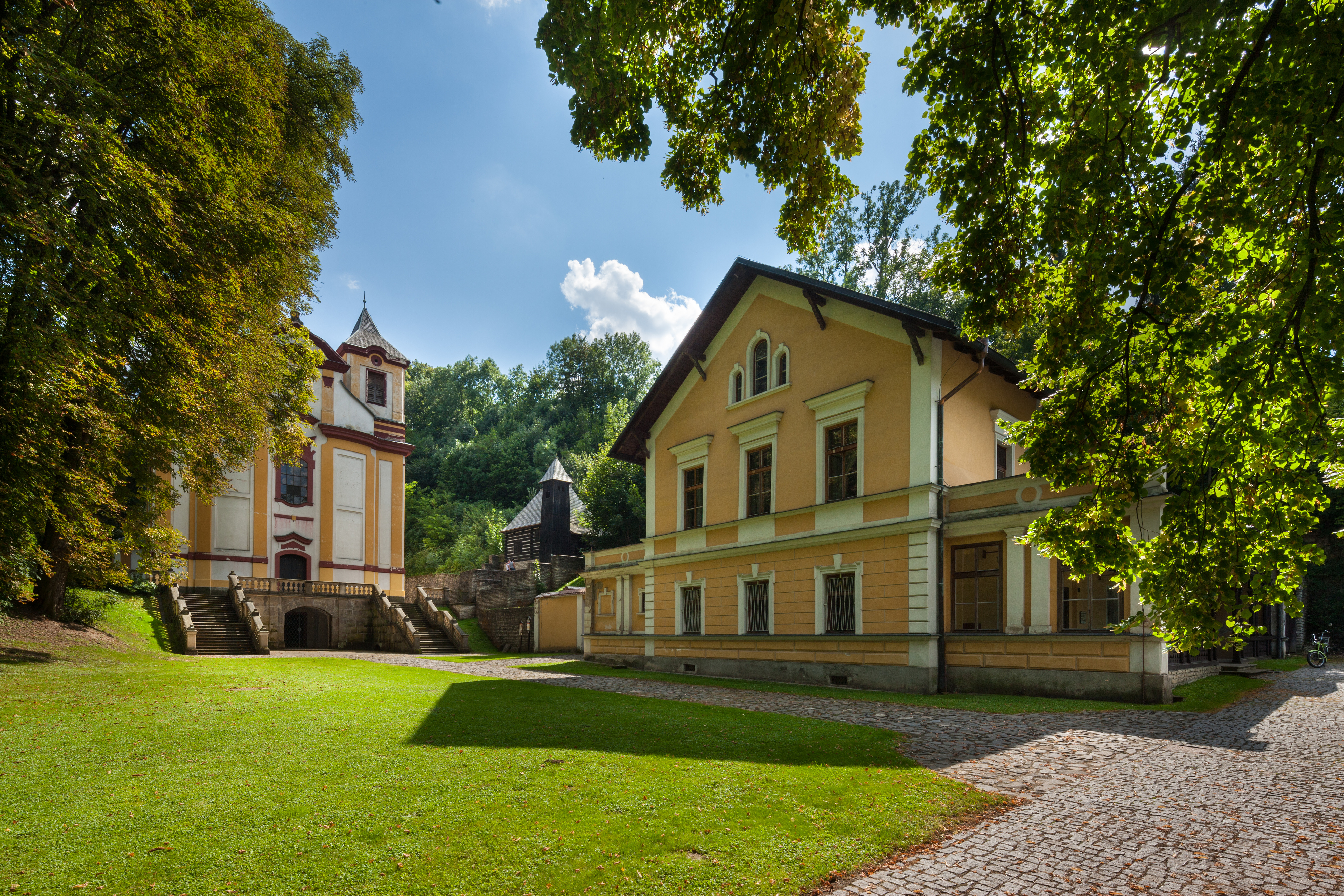
Barokní areál sv. Mikuláše
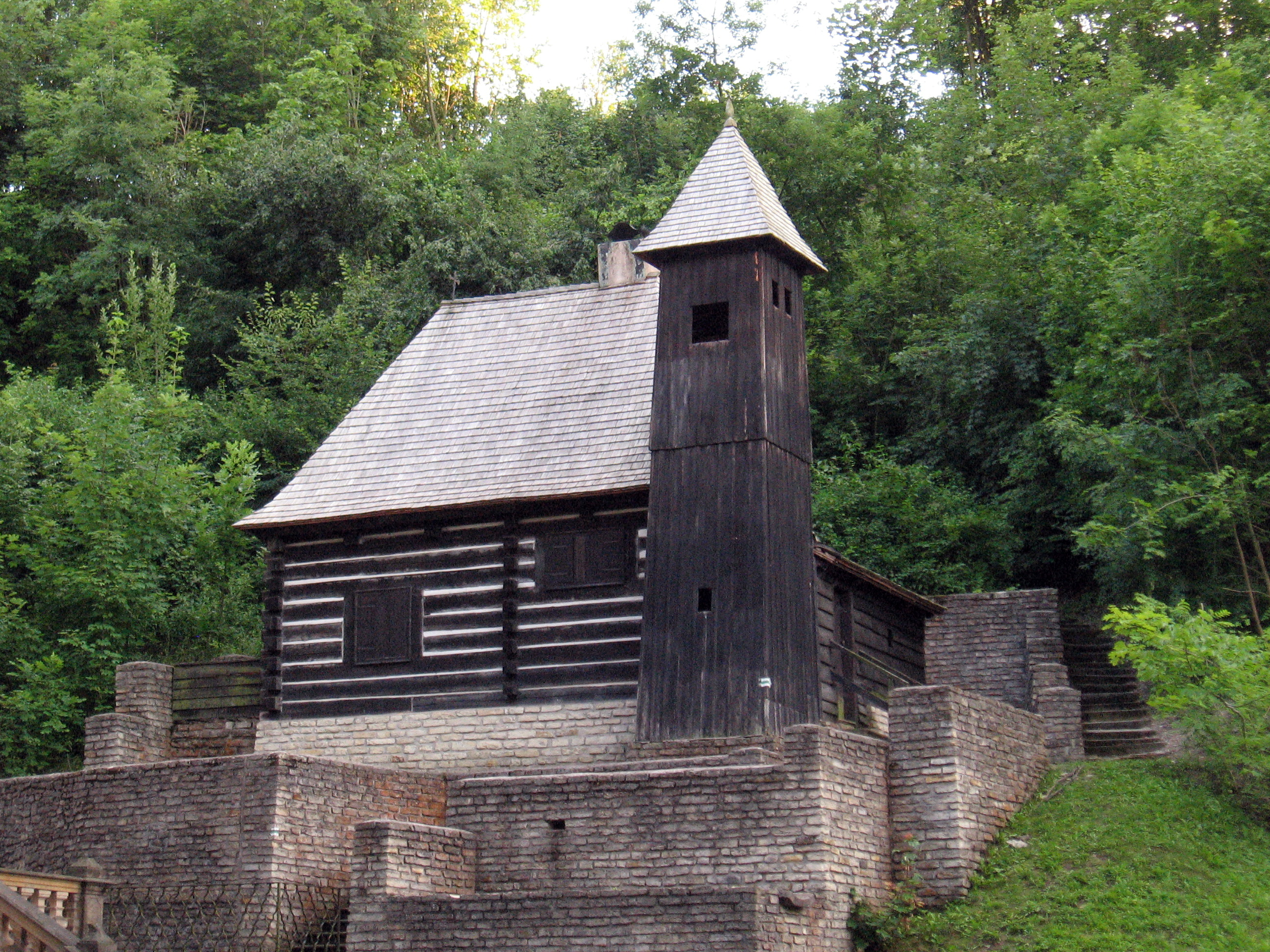
Fráterka
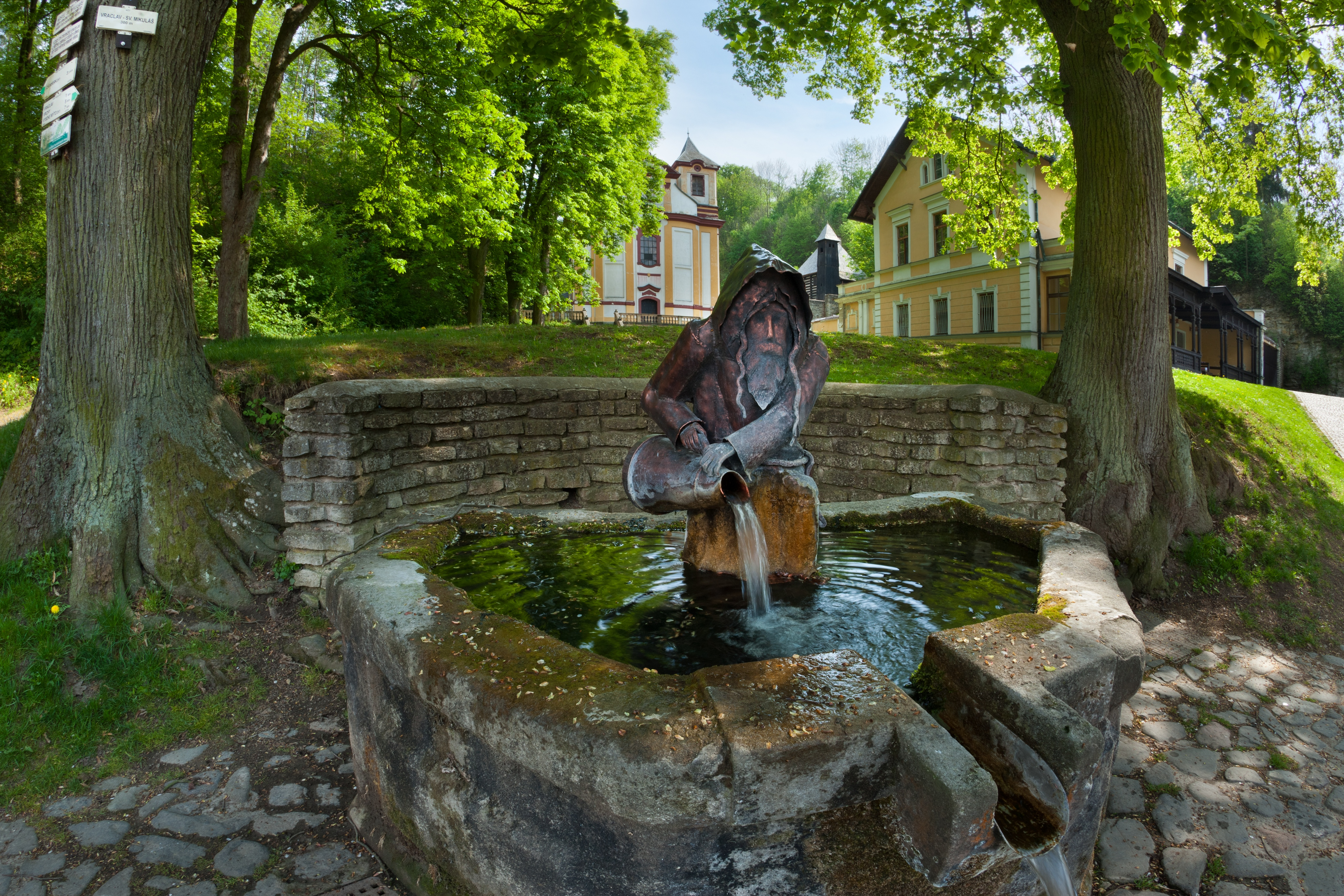
Kašna u sv. Mikuláše